# Belle époque

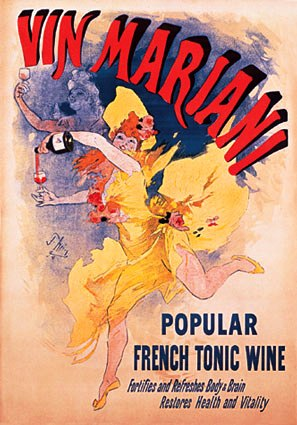
En affisch från 1894 av Jules Chéret fångar känslan av La Belle Époque.

La belle époque (franska, den vackra/ljuvliga epoken) syftar på en fredlig period i Frankrikes historia som sträckte sig från landets nederlag i fransk-tyska kriget 1871 fram till första världskrigets utbrott 1914. Begreppet används även generellt för att beteckna den då rådande tidsandan i Europa.
Uttrycket återspeglar positiva samhällsförändringar, som ägde rum under perioden och stämningar som tillväxt, sorglöshet och framtidstro, men också ett nostalgiskt tillbakablickande, som uppstod i det traumatiserade Frankrike efter kriget.

## Politik och ekonomi
År 1860 utökades Frankrike genom förvärvet av Nice och Savojen, men landet förlorade Alsace-Lorraine genom Frankfurtfreden 1871, en förlust som skapade en hämndlysten fransk nationalism. Efter det fransk-tyska kriget följde emellertid en lång, sällsynt fredsperiod i Europa som ledde till stora ekonomiska och tekniska framsteg, i synnerhet i Frankrike, Storbritannien, Tyskland, Italien och Österrike-Ungern.
I Frankrike under den tredje republiken (1871-1940), efter depressionen 1873-1896, följde en period av ekonomisk tillväxt inom ramen för vad som i Frankrike kallas den andra industriella revolutionen. Det eftervärlden främst associerar med denna period var en optimism och framtidstro som följde med de enastående tekniska framstegens materialism.
La belle époque uppstod då borgarklassen skördade frukterna av den ekonomiska utvecklingen och gjorde storstädernas boulevarder, kaféer, kabaréer, konstsalonger och konserthus till sitt sociala rum. Perioden brukar i Frankrike även associeras med "les bains de mer", de badorter som uppstod i Frankrike som en produkt av de nya järnvägarna.
Arbetarklassen runt om i Europa började organisera sig i fackföreningar och politiska partier och det var under denna period som de första europeiska, socialistiska partierna grundades och växte sig allt mäktigare. Den uppdelning av den politiska kartan i vänster och höger som fortfarande används härstammar från denna period.
Under perioden skakades Frankrike också av en rad politiska skandaler. Den mest kända av dessa var Dreyfusaffären (1894-1906).

## Teknologi
Under perioden förändrades samhället i grunden av en lång rad uppfinningar. Ur fotografiet utvecklades filmen, velocipeden utvecklades till cykeln och mindre och lättare motorer möjliggjorde motorcykeln, bilen och senare flygplanet. Stora framsteg gjordes också inom kemi, elektronik och järnindustrin. Epokens enorma tilltro till tekniken visade sig bland annat i Jules Vernes science fiction-romaner.
Upptäckter inom medicin och hygien ledde till att dödligheten minskade och livslängden ökade.

## Konst

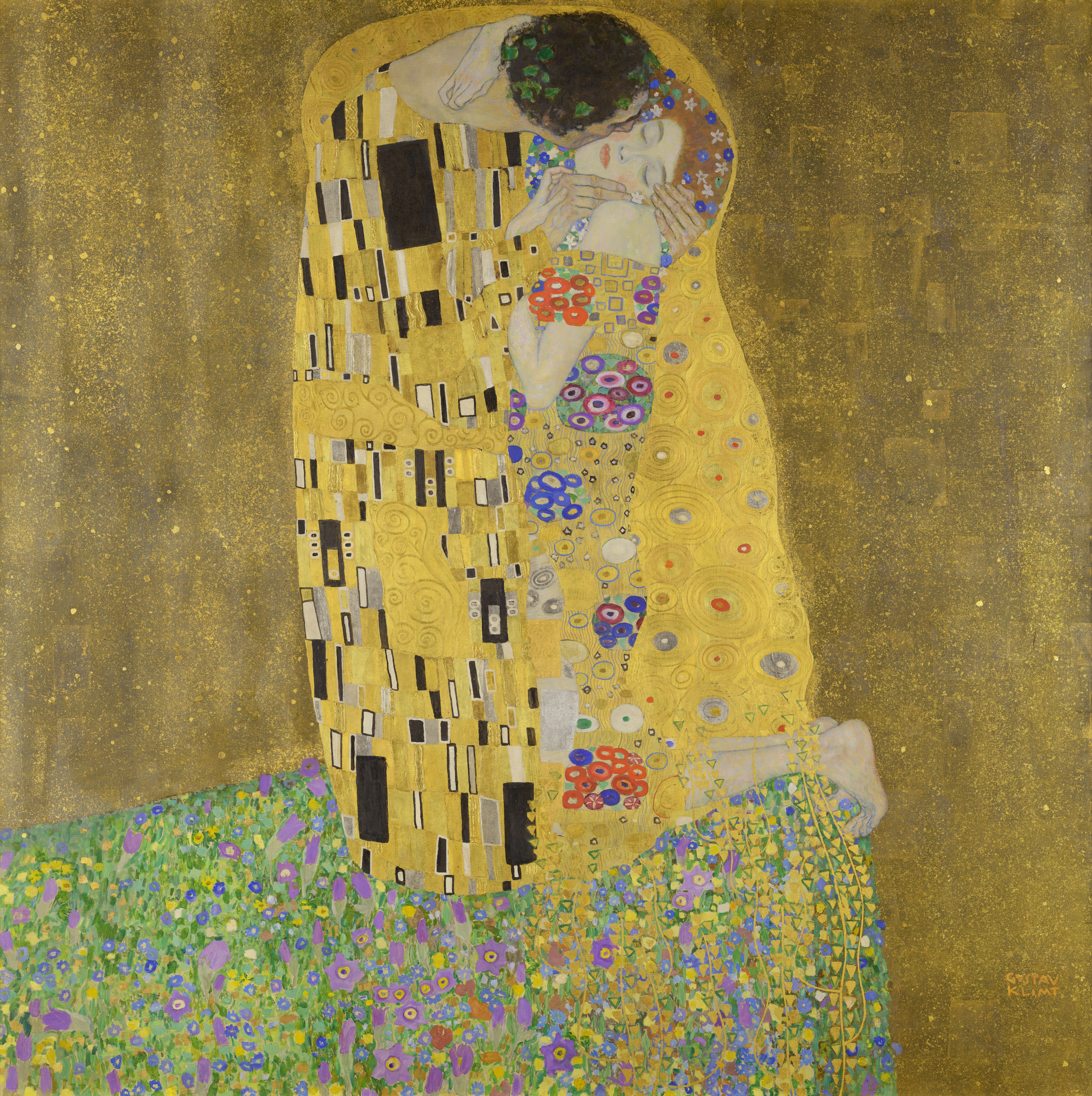
Målningen Kyssen av Gustav Klimt som exempel på jugendstilen.

Under La belle époque uppstod flera konstriktningar som permanent förändrade den europeiska konsten på bekostnad av den akademiska och romantiska konst som dominerat konstlivet innan.
Impressionismen slog igenom och med dess bejakande av måleriets väsen som utgångspunkt utvecklade Paul Cézanne post-impressionismen. Denna i sin tur var en viktig inspirationskälla för först fauvismen (Henri Matisse) och sedan kubismen (Pablo Picasso) som blev startskottet för modernismen.
Impressionismen påverkade även musiken med tonsättare som Claude Debussy (Preludium till en fauns eftermiddag efter en dikt av Stéphane Mallarmé) och Erik Satie (Gymnopédies).
Inom bildkonst, konsthantverk, inredning och arkitektur fick jugend stor betydelse. En av periodens mest betydande konstnärer var Henri de Toulouse-Lautrec.

## Slutet på la belle époque
Första världskriget gjorde brutalt slut på den sorglösa framtidsoptimismen. Tekniken förlorade mycket av sin tidigare karisma genom det massmord den åstadkom i kriget. Även många revolutionärer som tidigare förespråkat raserandet av "den gamla världen" backade inför den förödelse som kriget åstadkommit.
Somliga historiker preciserar slutet på la belle époque till passagerarfartyget Titanics undergång 1912, en händelse som av många uppfattades som beviset på att tekniken och vetenskapen stod maktlös inför naturens krafter.